# 艾維斯·卡斯提洛
艾維斯·卡斯提洛，OBE（1954年8月25日—），本名戴克蘭·派崔克·麥克曼努斯（英語：Declan Patrick MacManus），英國創作歌手。他在1970年代中期，以倫敦的酒吧搖滾風潮先驅之姿初受矚目，後來被歸入龐克與新浪潮風格。他擅於在歌詞中玩弄文字遊戲，相對於一般流行歌曲，使用了更多較冷僻的字彙。他的樂風多元，曾因此被評論家形容為「流行音樂的百科全書」，能夠「以他的個人形象重塑過往」。
卡斯提洛的音樂生涯獲獎無數，包括一座葛萊美獎，並兩度獲全英音樂獎最佳英國男演唱人提名。2003年，「艾維斯·卡斯提洛與吸引力合唱團」（Elvis Costello & the Attractions）被列入搖滾名人堂。2004年，卡斯提洛被《滾石》雜誌排入「史上百大音樂家」第80名。